# ニシュタリ
『ﾆｼｭﾀﾘ』は、日本のヴィジュアル系ロックバンドであるメガマソが2015年8月5日にリリースした通算9作目のアルバム（フルアルバム）である。

## 解説
- 今作はフルアルバムとなっているが、初回生産限定盤のブックレットは絵本となっていることから内容は一連の物語となっており、コンセプト・アルバムの様相を呈する。
- 物語の内容はギターの涼平が15年前に実際に見た夢の情景を描いたものであり、インタビューで「長年頭の中にありながら、なかなかかたちにできなかった物語を、結成から9年目に入った今の演奏力や作詞／作曲能力で、ようやくアウトプットできた[1]」と答えている。
- 一見難解なタイトルである「ﾆｼｭﾀﾘ」について、涼平はインタビューで、「結論から言うと、これは人の名前なんですよ。(初回生産限定盤の)ブックレットの最後のほうに“西ﾀﾘ鎌行”という人物の名前が出てくるんですけど、その名字の“ﾆｼﾀﾘ”が訛って“ﾆｼｭﾀﾘ”になったんです。[2]」と語っている。
- アルバムのキャッチフレーズにある「CDを聴き始めて3分18秒、きっとあなたは「きゅん」と胸を掴まれる」という部分について、涼平は「ちょうど1曲目のアウトロに入るところで、単純にそこで僕が“きゅん”としたんです（笑）。[1]」とコメントしている。
- なお、2007年にリリースしたアルバム「またたくよる」に収録されている楽曲「ユキココヤシ」は、本作と共通の世界観を持っている[2]。

## 販売形態
- ﾆｼｭﾀﾘ 初回生産限定盤 豪華ブックレット仕様 (2CD)
- ﾆｼｭﾀﾘ 通常盤 (CD)

そして、12月16日には新宿ReNYで行われたライブ「ﾒｶﾞﾏｿ2015ｳｨﾝﾀｰﾂｱｰﾌｧｲﾅﾙ「MEGAMASSO-ｻｲﾚﾝﾄｶﾞｰﾙ,ｵｰﾌﾟﾆﾝｸﾞｶﾞｰﾙ-」」で初回生産限定盤のUSBバージョンが1日限定で会場販売され、その後、2016年1月15日からはSPACE SHOWER STOREにて数量限定で通信販売されている。

## 収録曲

### 初回生産限定盤
- CD1 【ﾆｼｭﾀﾘ】サイド

1. ｻﾞﾌｧｰｽﾄﾆﾑﾊﾞｽ
  - 作詞・作曲：涼平
  - この曲について、涼平は「最初に夢でみたから、僕の中ではアルバムで一番大事な曲。この夢がなかったらﾆｼｭﾀﾘ自体がありませんでした。[3]」とブログで解説している。
2. ｽﾉｳｨﾌﾞﾙｰ
  - 作詞・作曲：涼平
  - このアルバムのリード曲であり、ミュージックビデオは茨城県水戸市にある水戸市立西部図書館で撮影された[4][5]。
3. ﾀｲﾀﾞﾙﾋﾟﾝｸ
  - 作詞・作曲：涼平
4. とても小さくて、きっともう見えない。
  - 作詞・作曲：涼平
5. ｻｲﾚﾝﾄｶﾞｰﾙ
  - 作詞・作曲：涼平
6. ｴｲﾝｼｬﾝﾄｿﾝｸﾞ(ﾎﾞｰﾅｽﾄﾗｯｸ)
  - 作詞・作曲：涼平
  - 初回生産限定盤のみ収録。
  - この曲では、女性ヴォーカルとしてRyu Mihoが参加している[6]。

- CD2 【ｼﾝｸﾞﾙｽﾞ】サイド

1. MISS WAVES
  - 作詞・作曲：涼平
2. shooting St.arz
  - 作詞・作曲：インザーギ
3. ﾘﾌﾚｲﾝ
  - 作詞・作曲：インザーギ
4. VIPER
  - 作詞・作曲：涼平
5. St.Lily
  - 作詞・作曲：涼平

### 通常盤
1. ｻﾞﾌｧｰｽﾄﾆﾑﾊﾞｽ
2. ｽﾉｳｨﾌﾞﾙｰ
3. ﾀｲﾀﾞﾙﾋﾟﾝｸ
4. とても小さくて、きっともう見えない。
5. ｻｲﾚﾝﾄｶﾞｰﾙ
6. MISS WAVES
7. shooting St.arz
8. ﾘﾌﾚｲﾝ
9. VIPER
10. St.Lily
11. St.Sad(Bonus Track)
  - 作詞・作曲：涼平

### USBバージョン
- 【ﾆｼｭﾀﾘ】限定盤収録楽曲（ハイレゾVer.）
- 【ﾆｼｭﾀﾘ】限定盤絵本パッケージのデータVer.
- USB盤ボーナストラック

1. とても小さくて、きっともう見えない。ｵｰﾌﾟﾆﾝｸﾞSE
2. ｽﾉｳｨﾌﾞﾙｰｵｰﾌﾟﾆﾝｸﾞSE

- メンバーパーソナルインタビュー動画
- 「ｽﾉｳｨﾌﾞﾙｰ」ミュージックビデオ